# Pfäfers
Pfäfers (ostschweizerdeutsch Pfääfers [pfɛːfərs], rätoromanisch Faverasⓘ) ist eine politische Gemeinde und eine Ortschaft im Schweizer Kanton St. Gallen. Sie liegt im Wahlkreis Sarganserland oberhalb von Bad Ragaz. Die Gemeinde umfasst das Dorf Pfäfers am Ausgang des Taminatals auf einem Plateau über der Rheinebene sowie die Ortschaften St. Margrethenberg, Vadura, Valens, Vasön und Vättis.
Die Ortsgemeinde Pfäfers umfasst die Ortschaft Pfäfers selber sowie St. Margrethenberg und Vadura.

## Geographie
Pfäfers liegt auf etwa 800 m über Meer am Eingang des Taminatals und zählt rund 730 Einwohner. Die Gemeinde erstreckt sich nach Süden über das Taminatal bis zum Kunkelspass und von Vättis nach Westen ins Hochtal Calfeisen. Sie ist geprägt von grossen Höhenunterschieden von der Taminaschlucht 693 m bis zum Ringelspitz 3247 m, von Wäldern, Wiesland, Alpen sowie den Stauseen Gigerwald und Mapragg.
In St. Margrethenberg oberhalb von Pfäfers auf rund 1200 m über Meer steht die Festung Furggels, die im Zweiten Weltkrieg und in der Nachkriegszeit einen Teil der Festung Sargans bildete.
In Vadura (957 m über Meer) auf der rechten Seite des Taminatals liegen die Zentrale und das Ausgleichsbecken Mapragg der Kraftwerke Sarganserland. Das Pumpspeicherkraftwerk produziert jährlich im Schnitt 444 Mio. kWh elektrische Energie.
Valens liegt auf der linken Seite im Taminatal auf 913 m über Meer. Wichtigster Arbeitgeber ist die Klinik Valens, deren Behandlungen unterstützt werden durch Therapien in der Therme.
Vasön befindet sich hinter Valens ebenfalls auf der linken Talseite ca. 920 m über Meer. Wichtigster Wirtschaftszweig ist die Land- und Forstwirtschaft.
Vättis liegt hinten im Taminatal auf ca. 940 m über Meer. Die Bevölkerung lebt in erster Linie von Land- und Forstwirtschaft sowie vom Gewerbe.
Beim Piz Sardona findet sich ein Dreikantonseck zu den Kantonen Glarus und Graubünden ().

## Geschichte

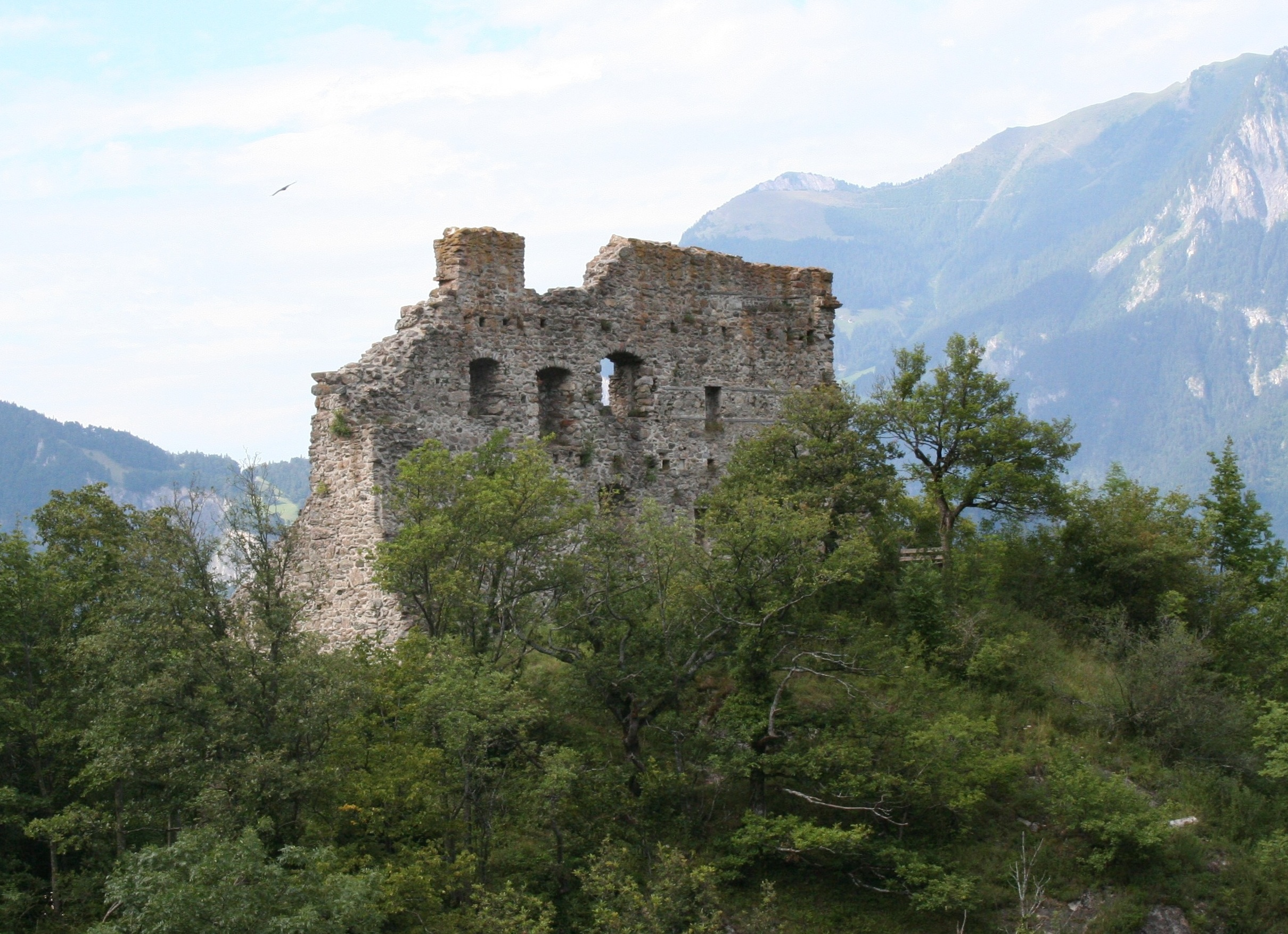
Ruine Wartenstein

Im Drachenloch oberhalb Vättis wurden Höhlenbärenknochenfunde aus dem Paläolithikum, aber keine ebenso frühen Siedlungsspuren gefunden. Eine vorrömische Lanzenspitze wurde in Pardätsch und römische Münzen bei Vättis entdeckt.
Früheste Erwähnungen von Pfäfer sind 762 Athalbertus abbas de Fabarias, <850 Coenobii Pfeuers proprietates […] ad cellam, quae vocatur Fauares (Abschrift von <1572) und 905 Favares, spätere beispielsweise <1320 Pheúers und 1329 Phêvers. Der Ortsname geht wahrscheinlich auf das mittellateinische Appellativ fabaria, favaria ‘Bohnenacker’ zurück, das im Alträtoromanischen lautgesetzlich zu *favaira und später zu *favera wurde. Eine alternative, in lautlicher Hinsicht denkbare Herleitung von lateinisch *faguaria ‘Buchenwald’ ist deshalb problematisch, weil ein hieraus entwickeltes rätoromanisches *fauera ‘Buchenwald’ unbezeugt ist.
Die Geschichte von Pfäfers ist bis 1798 mit jener des 730/750 gegründeten Benediktinerklosters Pfäfers verbunden. Die Grundherrschaft der Abtei erstreckte sich ab dem Hochmittelalter über das ganze Taminatal. Zum Schutz der Abtei wurde 1206 auf einem unterhalb von ihr gelegenen, nach Osten steil abfallenden Felskopf die Burg Wartenstein errichtet, die den Äbten zeitweise als Wohnsitz diente. Sie blieb als Ruine erhalten. Ab 1382 wurde das warme Thermalwasser der Taminaquelle als Bad Pfäfers genutzt. Von den sich im 14. Jahrhundert im Calfeisental ansiedelnden Walsern blieb die 1432 erstmals erwähnte St.-Martinskapelle erhalten. Die spätmittelalterlichen Kirchen mit den Patrozinien St. Maria Magdalena und St. Evort sind archäologisch nicht belegt. Die 1688 bis 1694 in Pfäfers erbaute Abteikirche dient seit 1838 als Pfarrkirche. Vättis mit der St.-Anian-Kirche war ab dem 13. Jahrhundert Pfarrei. Die Dorfkapelle Vasön ist ein Neubau von 1980/81, in Vadura entstand 1955 eine Bruder-Klaus-Kapelle.

Bad Pfäfers in der Taminaschlucht. Radierung von Matthaeus Merian, 1629
Der Längsschnitt durch die enge Taminaschlucht zeigt den hängenden Steg, der von der Naturbrücke hinunter zu den ältesten Badegebäuden bei der heissen Quelle führt. 1630 begann man, das Thermalwasser mit einer Wasserleitung oder Bisse aus der engen Schlucht zu einer Terrasse zu leiten, wo ein neues Bad und Hospiz entstanden.

1803 wurden die Ortsgemeinden Pfäfers, Valens mit Vasön und Vättis zur politischen Gemeinde Pfäfers vereinigt und dem Kanton St. Gallen einverleibt. Im Besitz der Ortsgemeinde befinden sich dreizehn Alpen mit einer Fläche von 1316 ha. 1839/40 wurde eine Wasserleitung erstellt, die einen Teil des Thermalwassers der Tamina nach Ragaz hinunterleitete, wo in der Folge ein weiterer Badekurort entstand. 1847 eröffnete der Kanton St. Gallen in der 1838 aufgehobenen Benediktinerabtei die kantonale Heil- und Pflegeanstalt für Geisteskranke, die spätere psychiatrische Klinik St. Pirminsberg, die auch der Suchtbehandlung dient. 2007 arbeiteten dort 245 und in der Rehabilitationsklinik in Valens 350 Mitarbeiter. Von diesen Beschäftigten wohnten nur wenige in der Gemeinde.

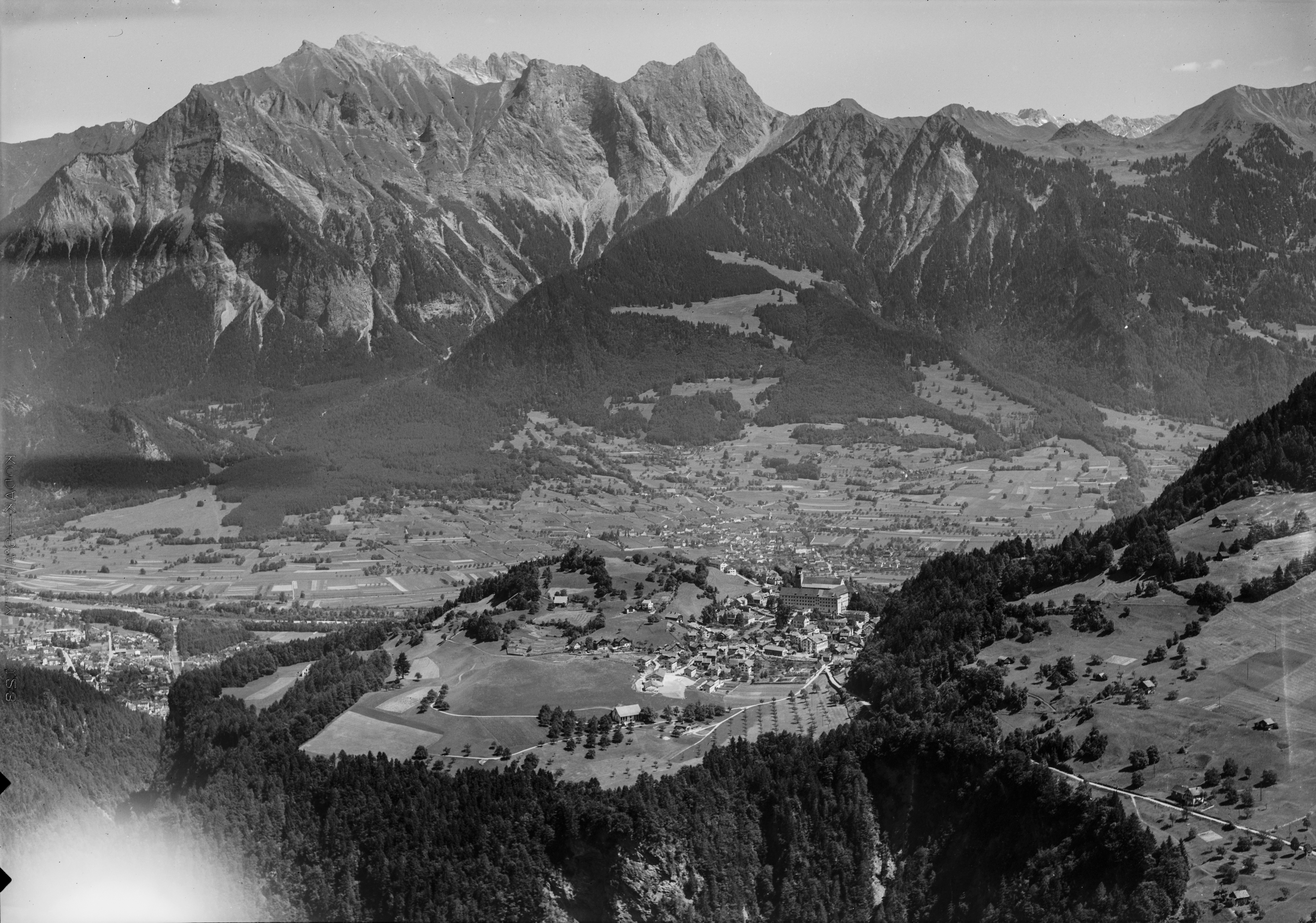
Pfäfers. Luftbild von Werner Friedli aus dem Jahr 1954

Bis 1798 bildeten die Lehensleute der Abtei sowie freie Bauern der Gemeinde eine Genossame. Diese war in einem Verband mit Vättis, Valens und Ragaz der niederen Gerichtsbarkeit der Abtei Pfäfers unterstellt. Brände und Naturkatastrophen wie Lawinen und Überschwemmungen suchten die Gemeinde bis ins 20. Jahrhundert immer wieder heim. 1954 wurde die Sekundarschulgemeinde Pfäfers-Vättis gegründet, 1971 die Schule in Vadura aufgehoben und nach Pfäfers verlegt, 1984 in der Gemeinde das neue Oberstufenzentrum eröffnet. Von 1855 bis ca. 1965 wurden bei Vadura Schiefer sowie im 18. und 19. Jahrhundert im Bergwerk Gnapperkopf bei Vättis Kupfer- und Silbererze abgebaut. Seit 1961 befindet sich der Sitz der damals gegründeten Kraftwerke Sarganserland in Pfäfers. 1977 erfolgte die Inbetriebnahme des Stausees Gigerwald mit seiner 147 m hohen Staumauer. 1969 stellte das Bad Pfäfers den Betrieb ein. Als Ersatz wurde 1970 die Rheuma- und Rehabilitationsklinik Valens mit öffentlich zugänglichem Thermalbad eröffnet. Etwas Kleingewerbe und vor allem Viehzucht, Alp- sowie Forstwirtschaft gaben Pfäfers auch zu Beginn des 21. Jahrhunderts ein ländliches Gepräge.

## Bevölkerung
| Jahr      | 1831  | 1850  | 1900  | 1950  | 1980  | 2000  | 2010  | 2020  |
| Einwohner | 1634  | 1315  | 1510  | 1900  | 1814  | 1754  | 1571  | 1528  |
| Quelle    | [ 6 ] | [ 6 ] | [ 6 ] | [ 6 ] | [ 6 ] | [ 6 ] | [ 8 ] | [ 8 ] |

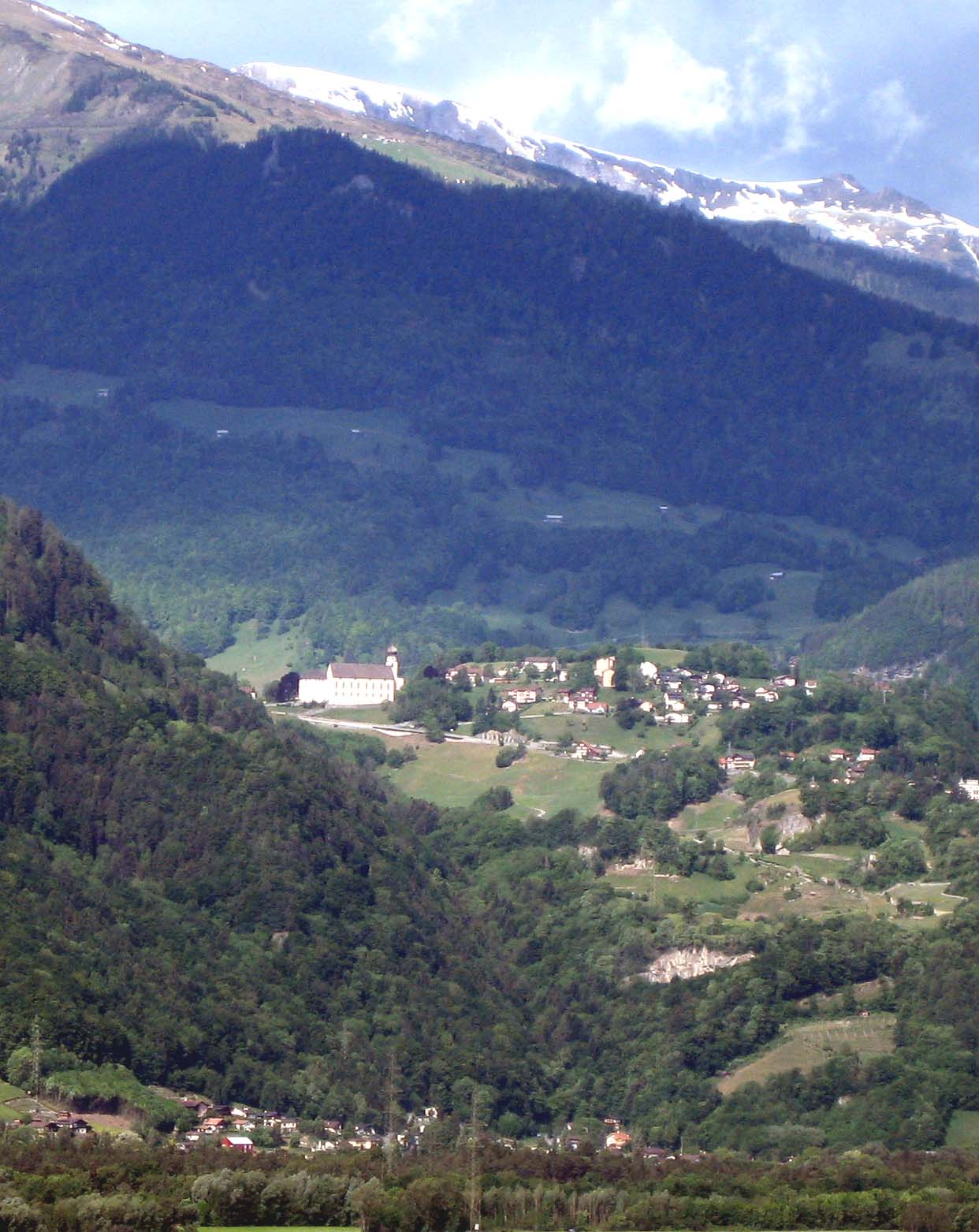
Pfäfers mit dem Klostergebäude

Am 1. Juni 2022 hatte die Ortschaft Pfäfers 663 Einwohner.
| Zugehörigkeit                   | %    |
| ------------------------------- | ---- |
| Mit Religionszugehörigkeit      | 87,8 |
| - römisch-katholisch            | 65,7 |
| - evangelisch-reformiert        | 14,5 |
| - andere christliche Konfession | 01,5 |
| - andere Religion               | 06,1 |
| Ohne Religionszugehörigkeit     | 12,2 |

## Wappen
Gemäss einer Legende wollte der heilige Pirmin in der Gegend von Landquart ein Kloster gründen. Als die Arbeiter die Bäume fällten, hieb sich einer von ihnen unglücklich ins Bein. Während sich die Mönche um den Verletzten kümmerten, flatterte plötzlich eine schneeweisse Taube herbei, hob einen blutbespritzten Holzspan auf und flog davon. Die Mönche folgten ihr und fanden sie wieder im Taminatal, wo sie sich auf einem Baum niedergelassen hatte. Der heilige Pirmin sah dies als Zeichen Gottes an und beschloss, das Kloster an dieser Stelle, da wo das heutige Pfäfers liegt, zu bauen.
Diese Erzählung ist in den Deckengemälden der Kustorei der Klosterkirche Pfäfers dargestellt.

## Wirtschaft und Infrastruktur

### Gesundheitswesen

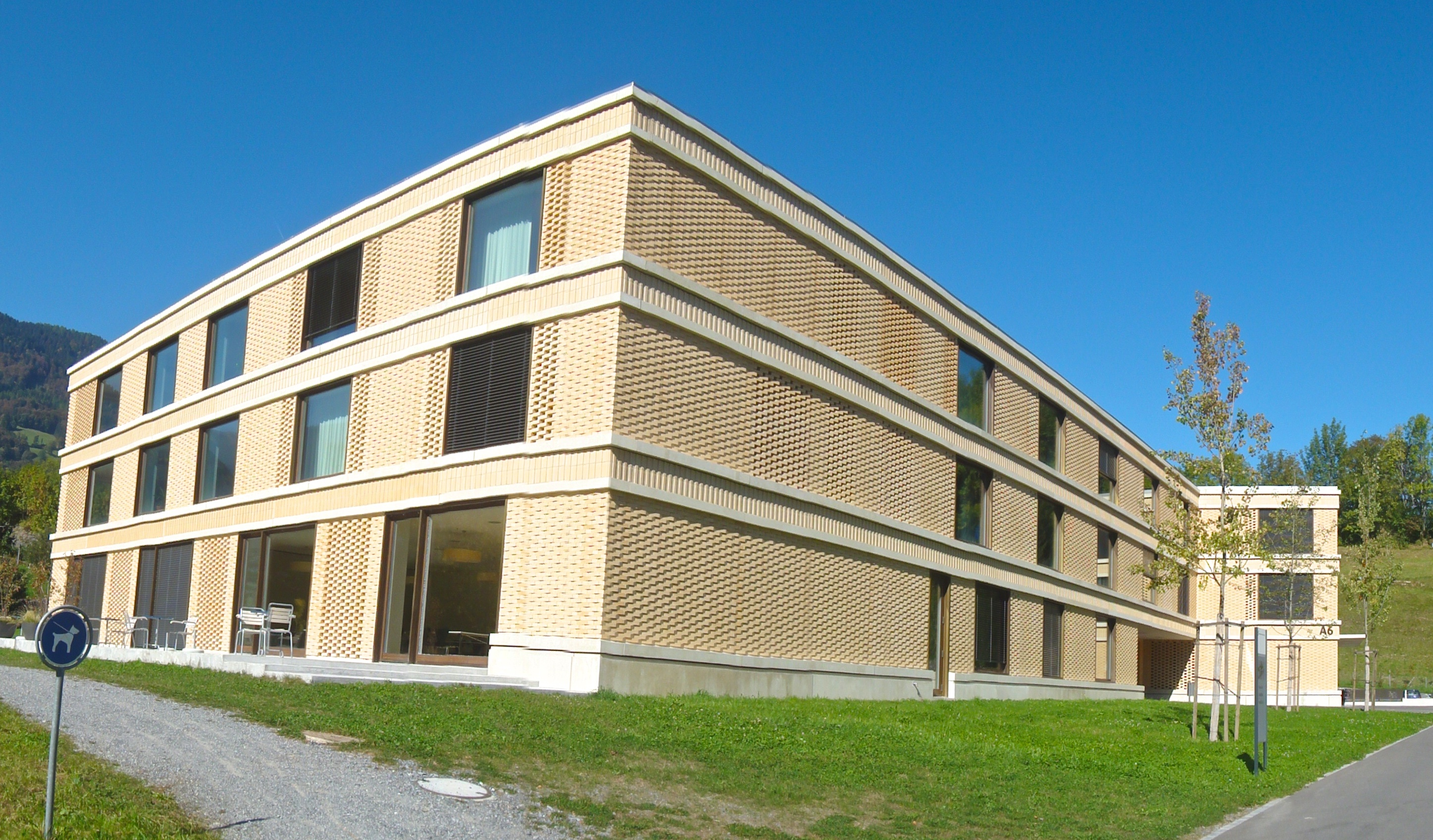
Klinik St. Pirminsberg Station A8

Die grössten Arbeitgeber der Gemeinde sind die Klinik St. Pirminsberg (Psychiatrie-Dienste Süd) in Pfäfers und die Klinik Valens (Rehabilitationszentrum) in Valens. In der Klinik St. Pirminsberg für Psychiatrie, Psychotherapie und Suchtbehandlung behandeln rund 500 Mitarbeitende seelisch kranke Menschen aus dem Südteil des Kantons St. Gallen und aus dem Fürstentum Liechtenstein. Die Klinik St. Pirminsberg hat 143 Betten.
Daneben bieten auch die Land- und Forstwirtschaft sowie das Kleingewerbe zahlreiche Arbeitsplätze.

### Tourismus
Die verschiedenen Ortschaften in der Gemeinde Pfäfers sind Ausgangspunkt zahlreicher Wanderungen. Von Vättis ist das zerklüftete Calfeisental erreichbar. Auf den Vättnerberg führt eine Seilbahn. Von dort ist Drachenloch erreichbar, das schon in der Steinzeit bewohnt war.
Im Winter wird auf dem St. Margrethenberg eine Skiliftanlage betrieben. Langlauf ist sowohl auf dem St. Margrethenberg als auch in Vättis möglich.

### Verkehr

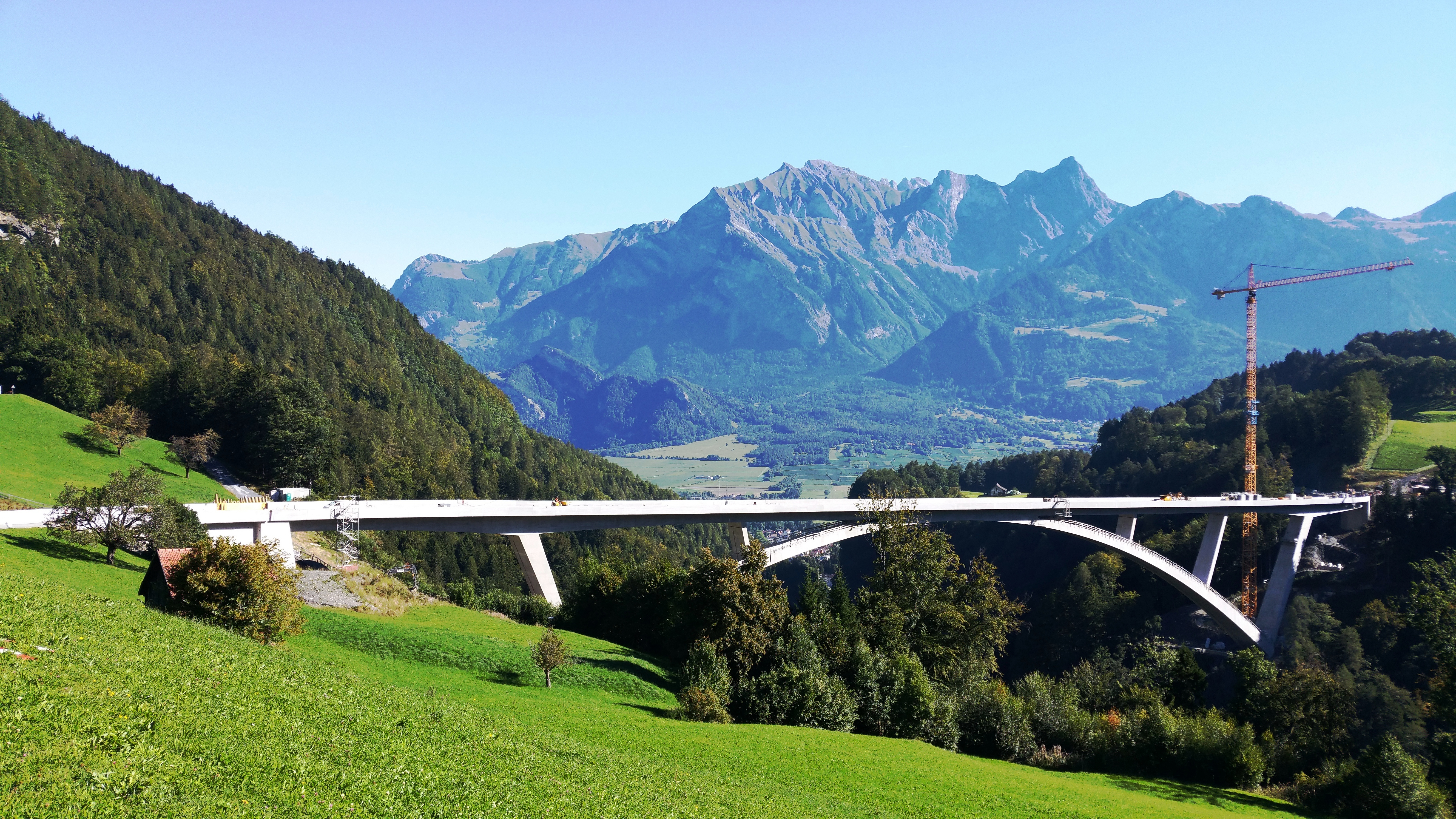
Taminabrücke, letzte Bauarbeiten im Jahr 2016

Pfäfers und Valens sind eigentlich unabhängig voneinander durch Strassen mit Bad Ragaz verbunden. Im Jahre 2010 wurde eine Strassenbrücke zwischen Valens und Pfäfers projektiert, da eine Sanierung der Strasse zwischen Bad Ragaz und Valens auf Grund des instabilen Rutschgebiets entlang der Strasse unwirtschaftlich gewesen wäre. Im Februar 2012 wurde das Projekt vom Kantonsrat beschlossen, und im März 2013 war Baubeginn der Taminabrücke. Diese wurde im Jahre 2017 in Betrieb genommen, um weiterhin eine sichere Zufahrt nach Valens zu gewährleisten.
Bis zur Eröffnung der Taminabrücke wurde die Gemeinde von den beiden Postautolinien Bad Ragaz–Pfäfers–Vadura–Mapragg–Vättis–Gigerwald und Bad Ragaz–Valens–Vasön–Mapragg erschlossen. Seit der Eröffnung der Taminabrücke und somit der direkten Verbindung von Pfäfers nach Valens wurden die beiden Postautokurse zu einem Kurs Bad Ragaz–Pfäfers–Valens–Vasön–Vättis–Gigerwald zusammengelegt. Das alte Bad Pfäfers ist mit dem Schluchtenbus von Bad Ragaz erreichbar.
Von 1892 bis 1964 war Pfäfers Sommers mit der Drahtseilbahn Ragaz-Wartenstein erreichbar.

### Bildung
In der Gemeinde Pfäfers gibt es drei Kindergärten, drei Primarschulen sowie ein Oberstufenzentrum. Je ein Kindergarten und eine Primarschule befinden sich in Pfäfers, Vättis und Valens. Die Sekundar- bzw. die Realschule wird von den Schülern in Pfäfers besucht.

## Sehenswürdigkeiten

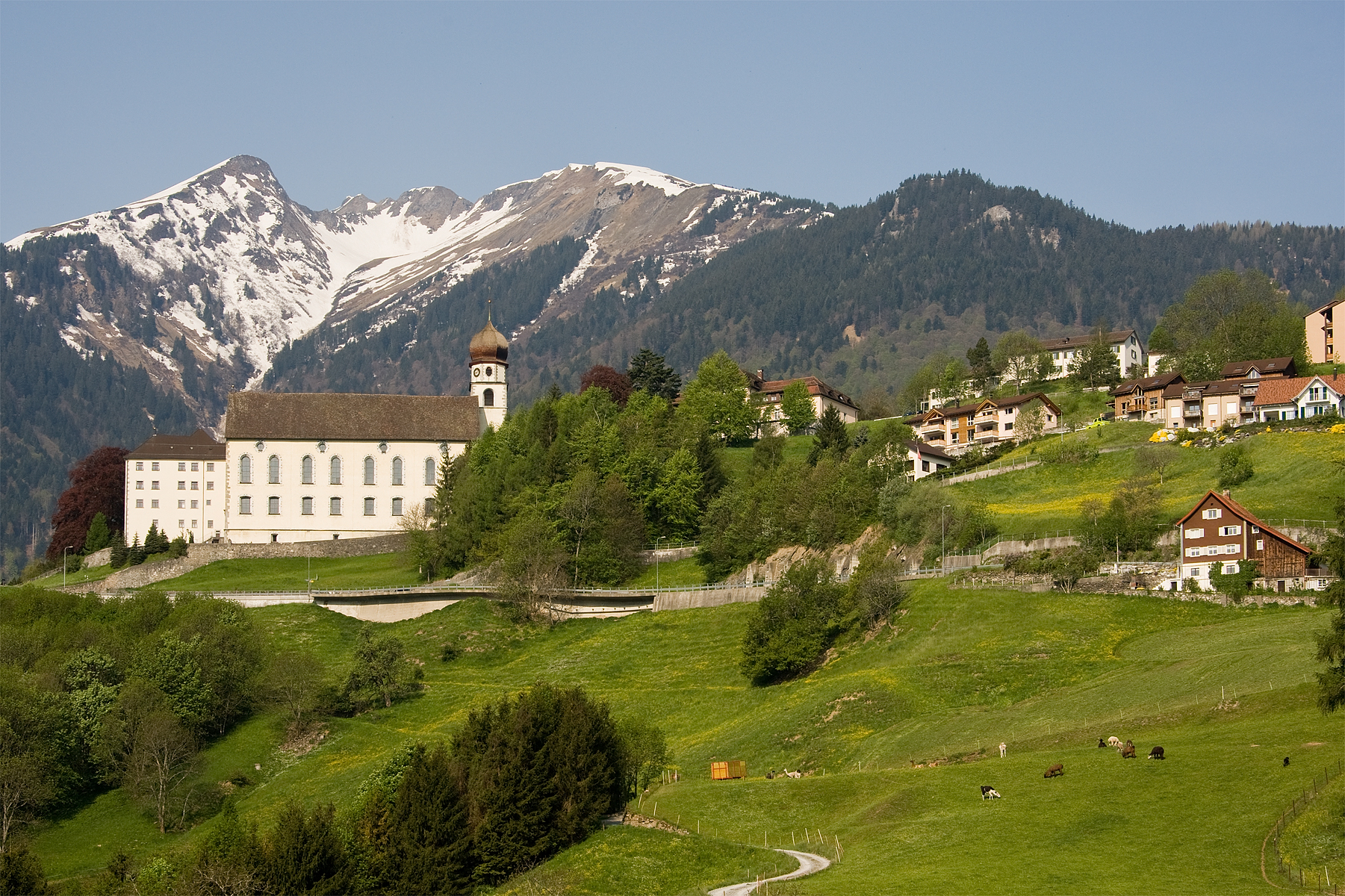
Pfäfers mit dem ehemaligen Kloster Pfäfers

Sehenswert ist die ehemalige Klosterkirche, welche 1694 im Barockstil erbaut wurde, und die Ruine Wartenstein. Pfäfers ist u. a. Ausgangspunkt für die Wanderungen:
- über die Naturbrücke in die Taminaschlucht und zum alten Bad Pfäfers mit dem Paracelsusmuseum und Bädermuseum.
- hinauf ins Hochtal von St. Margrethenberg zum Aussichtspunkt Pizalun oder über die Alp Salaz Richtung Calanda.
- Im Drachenlochmuseum in Vättis können Funde aus der Drachenlochhöhle besichtigt werden.

→ siehe auch: Artikel St. Margrethenberg, Vadura, Valens, Vasön und Vättis.

## Persönlichkeiten
- Robert Mader (* 21. Juli 1847 in Pfäfers; † 27. April 1936 in St. Gallen), Hotelier und Mäzen
- August Cramer (* 10. November 1860 in Pfäfers; † 5. September 1912 in Göttingen), deutscher Psychiater und Hochschullehrer